# Costantino II de Torres
Costantino II de Torres (mort en 1198) est une personnalité sarde, juge de Logudoro/Torres entre 1191 (environ) et sa mort.
Les accords de 1175, conclus sous l'égide de l'empereur Frédéric Ier Barberousse pour rétablir la paix entre la république de Pise et Gènes, avaient institué la totale parité des droits des deux républiques maritimes en Sardaigne, une parité purement théorique et utilisée par chacune pour tenter d'accroitre sa zone d'influence dans l'île. Dans les années qui précèdent l'accession au trône de Costantino II de Torres, Gènes contrôlait « de facto » les Judicats de Torres et d'Arborée et Pise ceux de  Cagliari et de Gallura.

## Origine
Costantino II de Torres nait à une date inconnue ; il est le fils de Barisone II de Torres  et de sa première épouse Preziosa de Orrubu.

## Règne

Les Judicats de Sardaigne.

Costantino II est associé au pouvoir par son père dès 1170 il accède au trône à une date indéterminée entre 1181 et 1191 sans doute vers 1188/1191 à la suite de l'abdication de Barisone II.
À la mort de Barisone II d'Arborée en 1185, Pise reprend sa politique expansionniste et cherche à imposer comme Juge Pietro de Serra, né du premier mariage de Barisone. Gènes s'oppose à cette nomination en soutenant les revendications d'Agalbursa, la seconde épouse catalane de Barisone, qui promeut les droits au trône d'Ugone de Bas dit Poncio ou Poncet, son neveu qui avait été associé au trône par son grand-père Barisone II. Pendant que les antagonismes s'exacerbent, le juge de Cagliari Pietro Torchitorio III conclut une alliance avec Gènes et expulse tous les Pisans de son territoire. La réaction de la république de Pise ne tarde pas. En 1188 une escadre de navires pisans commandée par le marquis Oberto de Massa débarque dans le Cagliaritano, met en fuite les forces du Juge Pietro et installe sur le trône, le fils d'Oberto, Guillaume de Massa. Au cours de la campagne le juge de Logudoro, Barisone II de Torres (ou peut-être déjà Costantino II) se porte au secours de Pietro Torchitorio III mais il est battu et doit demander une paix dont les clauses demeurent inconnues.
L'inquiétude de Gènes et de Costantin II de Torres devant l'évolution de la situation, trop favorable aux intérêts de Pise, les amène à conclure le 10 juin 1191 un nouveau traité qui amplifie les accords antérieurs conclus entre Barisone II et le Judicat de Logudoro et la république ligure. Ce document est le premier où Costantino II est mentionné comme « Juge de Torres  » et doit donc être contemporain de son accession au trône. Outre la volonté d'instituer la paix entre les Judicat de Torres et de Cagliari, le traité prévoyait que chacune des parties devant s'engager à protéger les citoyens de l'autre sur son propre territoires, accordait la pleine liberté de commercer sans paiement de droit et prévoyait d'instituer des lieux pour exercer le commerce et rendre la justice. De plus un accord défensif était prévu contre Pise et tout autre ennemi, particulièrement le judicat d'Arborée. Enfin l'extension aux deux parties des traités de paix conclus avec les puissances chrétiennes ou sarrasines était aussi mentionnée.
Après avoir consolidé sa position dans le Judicat de Logudoro, Gènes se préoccupe de trouver une solution au conflit dans celui d'Arborée. Les Génois réussissent à faire accepter en 10 février 1192 un compromis aux deux prétendants en vertu duquel Pietro de Serra et Ugone de Bas sont proclamés coseigneurs du Judicat d'Arborée. La solution déplait à Guillaume de Cagliari et Costantino II de Torres, lesquels font valoir leurs propres droits à la succession d'Arborée. Ils refusent de reconnaitre les coseigneurs et envahissent d'un commun accord l'Arborée. Ugone se réfugie à Gènes pendant que Pietro tombe entre les mains de Guillaume de Masa. Le Judicat est alors partagé de facto entre ce dernier et Costantino II de Torres.
L'accord est de courte durée ; épaulé par Gènes, Costantino II reprend la guerre contre Guillaume, mais il est battu et doit demander la paix. Le Juge de Cagliari se déclare prêt à accepter la proposition mais pénètre en territoire ennemi et s'empare du château de Goceano où réside Prunisinda, l'épouse de Costantino, qui est capturée. Une tentative de paix entre Costantino II et Guillaume de Massa est initiée sous l'égide de l'archevêque de Pise. Les premières tractations prévoient la remise en gage entre les mains du prélat du château de Goceano par Guillaume et des contreparties de la part de Costantino II, mais ce dernier occupe le château avant la signature de la trêve et refuse de le restituer malgré l'insistance de l'archevêque, ce qui lui vaut d'être excommunié. Une seconde tentative de paix est négociée par Costantino II en mars 1196. Il dépêche un envoyé à Pise pour prier les Consuls d'organiser une trêve avec Guillaume sur la base de trois points : restitution par le Juge de Cagliari de Prunisinda et des autres dames qu'il avait capturées ; remise en gage par Costantino II du château de Goceano ou de celui de Montiverro ; versement par le même Costantino II avant le mois d'août suivant de 50 000 besants d'or pour récupérer le château remis. Cette tentative échoue également.
Deux années plus tard, alors que Guillaume de Massa est en train de s'approprier l'Arborée, Costantino II tombe gravement malade et sentant sa fin proche il réclame la présence de l'archevêque de Torres pour qu'il le relève de son excommunication, mais il meurt avant l'arrivée du prélat. En tant qu'excommunié, il est inhumé à l'extérieur du cimetière de l'église d'Ardara. Toutefois quelques années plus tard une sépulture chrétienne lui est accordée sur intercession de son frère et successeur Comita de Torres. Entretemps son épouse Prunisinda, toujours prisonnière, est morte dans les geôles de Guillaume de Massa malgré l'intervention du pape Célestin III pour la faire libérer.

## Union
Costantino II épouse d'abord une Catalane d'origine inconnue nommée Druda, qui meurt peu après. Il se remarie ensuite avec une autre Catalane elle aussi inconnue, nommée Prunisinda, qui meurt en prison à Cagliari. Il ne laisse aucune descendance de ses unions.

## Sources
- (it) article de Evandro Putzulu  Costantino di Torres dans enciclopedia italiana Treccani Consulté le 8 juin 2014.
- (it) Gian Giacomo Ortu La Sardegna dei giudici Regione autonoma della Sardegna, 2005,  (ISBN 8889801026),« Le avventure di Guglielmo » p. 126-133.
- (en) Site Medieval Lands : Judges of Torres (Sardinia).
- (en) Site de I. Mladjov Medieval Sardinia (Sardegna).
- (it) article de Mauro G. Sanna Il giudicato di Arborea e la Sardegna tra la fine del XII e gli inizi del XIII secolo. Aspetti storici Consulté le 6 juin 2014.